# Pombeiro da Beira
Pombeiro da Beira es una freguesia portuguesa del concelho de Arganil, con 32,38 km² de superficie y 1.252 habitantes (2001). Su densidad de población es de 38,7 hab/km².